# España (Chabrier)

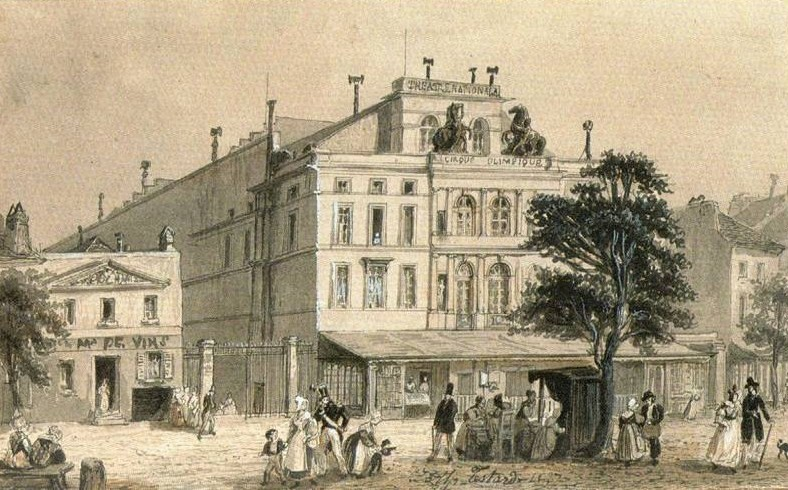
Cirque Olympique, where España was first heard (Jacques Testard, ink and gouache).

España, rapsodia per orchestra (España, rapsodie pour orchestre o Rapsodie España) è la composizione orchestrale più famosa del compositore francese Emmanuel Chabrier (1841-1894). Scritta nel 1883, dopo un viaggio in Spagna, fu dedicata al direttore d'orchestra Charles Lamoureux, che diresse la prima esecuzione pubblica il 4 novembre 1883, al Théâtre du Château d'Eau per la Société des Nouveaux-Concerts di Parigi.

## Storia
Da luglio a dicembre 1882 Chabrier e sua moglie girarono la Spagna, visitando San Sebastián, Burgos, Toledo, Siviglia, Granada, Málaga, Cadice, Cordova, Valencia, Saragozza e Barcellona.
Le sue lettere scritte durante i suoi viaggi sono piene di buon umore, un'acuta osservazione e le sue reazioni alla musica e alla danza che aveva incontrato, e dimostrano il suo genuino dono letterario. In una lettera a Édouard Moullé (1845-1923), un musicista amico di Chabrier da lunga data (egli stesso interessato alla musica popolare della Normandia e della Spagna), il compositore espone in dettaglio le sue ricerche sulle forme di danza regionali, fornendo esempi musicali con annotazioni. In una lettera successiva a Lamoureux, da Cadice, datata 25 ottobre (in spagnolo) Chabrier scrive che al suo ritorno a Parigi avrebbe composto una "fantasia straordinaria" che avrebbe incitato il pubblico a un punto tale di eccitazione che persino Lamoureux sarebbe stato obbligato a stringere il primo violino tra le sue braccia, tanto voluttuose sarebbero state le sue melodie.
Sebbene all'inizio Chabrier avesse lavorato alla composizione come un brano per due pianoforti, questa si è evoluta in un'opera per orchestra completa. Composta tra gennaio e agosto 1883, originariamente si chiamava Jota, ma divenne España nell'ottobre 1883. Richiesta di un bis alla sua prima esecuzione e ben accolta dalla critica, segnò la fama di Chabrier dall'oggi al domani. Il lavoro fu elogiato da Lecocq, Duparc, Hahn, de Falla (che non pensavano che nessun compositore spagnolo sarebbe riuscito a ottenere una versione così genuina della jota) e persino Mahler (che dichiarò che era "l'inizio della musica moderna" ai musicisti della New York Philharmonic). Chabrier più di una volta ha descritto il brano come "un pezzo in Fa e niente di più".

## Musica
Dopo una breve introduzione simile a una chitarra, il primo tema appare basso con trombe silenziate e ricorre quattro volte durante il pezzo. Questo è seguito da un secondo tema scorrevole (fagotti, corni, violoncelli). I fagotti introducono un'altra idea ben giocoso, sempre con impeto dopo la quale sezioni strumentali intraprendono un dialogo con un altro tema fortemente ritmato. Dopo un ritorno al primo tema, un'altra melodia fluente dolce espressivo sugli archi superiori porta a un punto culminante rotto solo da un tema marcato sui tromboni. Varianti strumentali e tematiche portano il pezzo alla sua conclusione estatica e gioiosa.
España di Chabrier ha inaugurato la moda della musica dal sapore ispanico che ha trovato ulteriore espressione in Ibéria di Debussy e nella Rapsodie espagnole di Ravel. Erik Satie ha parodiato questa tendenza nel suo pezzo per pianoforte Españaña dalla suite Croquis et agaceries d'un gros bonhomme en bois (1913).

## Orchestrazione
- 3 flauti (1 ottavino), 2 oboi, 2 clarinetti in si bemolle, 4 fagotti
- 2 corni in Fa, 2 corni in Do, 2 trombe, 2 cornette a pistone, 3 tromboni, tuba
- timpani, percussioni (grancassa, piatti, triangolo, tamburello)
- Archi; 2 arpe.[Nota 1]

Indicazione metronomica:  = 80. Un'esecuzione dura generalmente dai 6 ai 6½ minuti.
Chabrier fece due trascrizioni di España:
- Canzone per soprano e pianoforte

- Due pianoforti

## Altre apparizioni
Parti di España hanno un ruolo di primo piano nel valzer España di Émile Waldteufel del 1886. È anche a base della melodia della canzone popolare americana del 1956 Hot Diggity (Dog Ziggity Boom) di Al Hoffman e Dick Manning.
Nel 1961 Roland Petit creò un balletto intitolato España usando la partitura di Emmanuel Chabrier; i costumi erano di Yves Saint Laurent.

### Osservazioni
1. 1 2  La strumentazione di Chabrier distingue tra "cors ordinaires", corni ordinari, (limitati alla serie armonica) e "cor chromatiques", corni cromatici (corni a pistoni). Del Mar N. Anatomy of the Orchestra. Faber & Faber, Londra, 1981. Del Mar commenta anche in relazione a España: "C'è sempre un'atmosfera esilarante di farsa o parodia in un gruppo di fagotti che suona fortissimo, che nessun altro strumento può eguagliare".
2. ↑  Poulenc osserva che Stravinsky potrebbe aver inconsciamente pensato a questo passaggio del trombone per un tema simile in Petruška. Poulenc F. Emmanuel Chabrier. Ginevra e Parigi, La Palatine, 1961